# Lanište (Bela Palanka)
Pour les articles homonymes, voir Lanište.
Lanište (en serbe cyrillique : Ланиште) est un village de Serbie situé dans la municipalité de Bela Palanka, district de Pirot. Au recensement de 2011, il comptait 50 habitants.

## Démographie
| 1948 | 1953 | 1961 | 1971 | 1981 | 1991 | 2002 | 2011 |
| ---- | ---- | ---- | ---- | ---- | ---- | ---- | ---- |
| 285  | 263  | 204  | 155  | 133  | 106  | 68   | 50   |

|  |